# Корак до славе
Корак до славе је америчка комедија-драма из 2000. године коју је написао и режирао Камерон Кроу, а главне улоге тумаче Били Крадап, Френсис Мекдорманд, Кејт Хадсон и Патрик Фјуџит. Прича о тинејџерском новинару који је писао за Ролинг Стоун раних 1970-их, његовој турнеји са фиктивним рок бендом Стилвотер и његовим напорима да објави своју прву насловну причу. Филм је полуаутобиографски, јер је и сам Кроу био тинејџерски писац за Ролинг Стоун.
Филм је добио широко признање критичара и добио је четири номинације за Оскара, укључујући и победу за најбољи оригинални сценарио. Такође је награђен 2001. наградом Греми за најбољи компилацијски албум са звучним записима за филм, телевизију или друге визуелне медије. Роџер Еберт га је прогласио за најбољи филм године, као и за девети најбољи филм 2000-их. Такође је освојио две награде Златни глобус, за најбољи филм – мјузикл или комедија и најбољу споредну глумицу – филм (Хадсон). У међународној анкети из 2016. коју је спровео Би-Би-Си, Корак до славе је рангиран на 79. место највећег филма од 2000. На листи Холивуд рипортера за 2014. за коју су гласали „шефови студија, добитници Оскара и ТВ чланови“, Корак до славе је рангиран на 71. место највећег филма свих времена. Сценска музичка адаптација филма би требало да буде отворена на Бродвеју у септембру 2022.

## Опис филма
У Сан Дијегу 1969, чудо од детета Вилијам Милер се бори да се уклопи. Његов живот се додатно компликује након што сазна да га је његова удовица, мајка професорка Елејн, лажно навела да верује да има тринаест година. Вилијам заправо има једанаест година, кренуо је у први разред са пет година, а прескочио је пети разред. Елејнина строга забрана рок музике и њен страх од поп културе негативно утичу на њену децу, што је коначно довело до тога да се Вилијамова 18-годишња сестра Анита пресели у Сан Франциско и постане стјуардеса.
Године 1973, Вилијам, сада петнаестогодишњак, под утицајем Анитиног тајног складишта рок албума, тежи да буде рок новинар, пишући слободне чланке за андергроунд новине у Сан Дијегу. Рок новинар Лестер Бенгс, импресиониран Вилијамовим писањем, даје му задатак од 35 долара да прегледа концерт Блек сабат-а. Вилијаму је забрањен приступ у бекстејџ све док не стигне први бенд Стилвотер и Вилијам ласка да му уђе. Главни гитариста Расел Хамонд воли њега и његову нову познаницу, ветеранку Пени Лејн, која је узела Вилијама под своје окриље. Упркос томе што се понаша као стереотипне групе, Пени Лејн инсистира на томе да су она и њени пријатељи „помоћи за траке“, израз који је измислила да опише обожаватељице које су ту више због музике него због самих рок звезда.
Уредник Ролинг Стоуна Бен Фонг-Торес ангажује Вилијама да напише чланак о Стилвотеру, на основу његових вештина, и шаље га на пут са бендом. Вилијам интервјуише остале чланове бенда, али Расел га више пута одбија. Тензије између Расела и главног певача Џефа Бебеа убрзо су постале очигледне и није им помогла прва мајица бенда, снимак целог бенда који приказује Расела у пуном погледу док је остатак бенда у сенци. Вилијама бенд у шали назива „непријатељем“ јер је он новинар, али постепено почиње да губи објективност како се интегрише у њихов ужи круг.
Дискографска кућа ангажује Дениса, професионалног менаџера, да реши проблеме са просторима и промотерима. Пени мора да оде пре него што бенд стигне у Њујорк, где ће им се придружити Раселова девојка Лесли. Пени и њене три штићеничке банде прокоцкане су другом бенду у игри покера; Пени се понаша ноншалантно, али је уништена. У међувремену, Денис изнајмљује мали авион како би бенд могао да свира више свирки.
Пени се непозвана појављује у њујоршком ресторану где славе вест да ће се појавити на насловној страни Ролинг Стоуна. Пени је замољена да оде након што Лесли примети њене покушаје да привуче Раселову пажњу. Вилијам је јури до њеног хотела, где је спасава од предозирања квалудесима .
Летећи на свирку следећег дана, авион наилази на лоше време. У страху да ће се авион срушити, сви признају своје тајне, док дуго тињајући сукоби Џефа и Расела избијају. Вилијам признаје своју љубав према Пени након што ју је Џеф увредио. Авион безбедно слеће у Тупело, остављајући свима да размишљају о промењеној атмосфери.
Вилијам стиже у канцеларију Ролинг Стоуна у Сан Франциску, али има потешкоћа да заврши чланак. Тражећи помоћ, он зове Лестера Бенга који каже да је Вилијам ухваћен у томе да буде део бенда. Каже да његово пријатељство са њима није стварно и саветује га да „буде искрен...и немилосрдан“. Уредници Ролинг Стонуа одушевљени Вилијамовим завршеним чланком, али када магазин за проверу чињеница позове бенд, Расел лаже да би заштитио Стилвотеров имиџ и тврди да је већина тога лажна. Ролинг Стоун убија чланак, сламајући Вилијама. Анита на аеродрому наилази на потиштеног Вилијама и нуди му да га одведе било где; он бира да оду својој кући у Сан Дијегу.
Сафир, једна од штићеница, куди Расела што је издао Вилијама. Затим зове Пени, желећи да се састане са њом, али она му даје Вилијамову адресу. Он стиже и нађе се лицем у лице са Вилијамовом мајком која га је током турнеје преко телефона прекорила због понашања. Расел се извињава Вилијаму и на крају му даје интервју. Расел је верификовао Вилијамов чланак Ролинг Стоун-у, који га приказује као насловну страницу. Пени испуњава своју дугогодишњу фантазију да оде у Мароко док Стилвотер поново путује аутобусом.

## Глумци
- Патрик Фјуџит као Вилијам Милер
  - Мајкл Ангарано као млади Вилијам
- Били Крудап као Расел Хемонд
- Франсес Макдорманд као Елејн Милер
- Кејт Хадсон као Пени Лејн
- Џејсон Ли као Џеф Бејб
- Зои Дешанел као Анита Милер
- Ана Паквин као Полекија Афродизија
- Фаируза Балк као Сафир
- Бижу Филипс као Естрела Стар
- Ноа Тејлор као Дик Розвел

## Продукција
Кроу је користио састав бендова које је познавао да створи Стилвотер, групу у настајању која прима младог новинара у своју сферу, а затим постаје опрезан према његовим намерама. „Стилвотер“ је био назив правог бенда потписаног са Мејконом, џорџијанском издавачком кућом Каприкон Рекордс, која је захтевала од продуцената филма да добију дозволу за коришћење тог имена. У једном интервјуу, прави гитариста Стилвотер-а Боби Голден је рекао: „Могли су то вероватно учинити без дозволе, али би вероватно имали гомилу различитих тужби. Наш адвокат је ступио у контакт са њима. Хтели су да то урадимо бесплатно, а ја сам рекао: 'Не, ми то не радимо бесплатно.' Тако да смо добили мало промене од тога.“  Рокер из седамдесетих Питер Фремптон служио је као технички консултант на филму. Кроу и његова тадашња супруга, музичарка Ненси Вилсон из Харта, заједно су написали три од пет Стиллвотерових песама у филму, а Фремптон је написао друге две, а Мајк Мекриди из Перл Џема је свирао гитару на свим песмама Стилвотера.
Лик Расела Хамонда првобитно је требало да игра Бред Пит. Али током пробе пре снимања, Кроу и Пит су заједнички одлучили да то „не одговара“, и Пит је одустао од пројекта. Реч „Ја сам златни Бог!“ у секвенци скакања у базен, као и бројне референце да је Расел Хамонд необично добро изгледа, написане су за Пита, али су остале у сценарију након што је Били Крудап добио улогу.
Џек Блек и Џон Фавро су били на аудицији за улогу Лестера Бенга.
Кроу је засновао лик Пени Лејн на стварној Пени Лејн и њеној групи женских промотера. Иако нису биле у групи, разне друге жене су описане као Кроуова инспирација, на пример Памела де Баре  и Бебе Бјуел . Сара Поли је првобитно добила улогу Пени Лејн, али када је Бред Пит одустао и она је одустала и замењена је Кејт Хадсон.
Лик мајке Вилијама Милера (коју глуми Френсис Мекдорманд) заснован је на Кроуовој мајци, која се чак појавила на сету да га држи на оку док је радио. Иако је замолио своју мајку да не гњави Мекдорманда, две жене су се на крају добро слагале.
Гитариста/вокал Алис ин Чејнса Џери Кантрел био је Кроуов први избор за улогу басисте Стилвотера Ларија Фелоуса. Кантрел је пријатељ са Кроуом и раније се појавио у два његова филма, Самци (1992) и Џери Мегвајер (1996). Кантрел је био заузет писањем песама за свој соло албум и морао је да одбије улогу. Уместо њега изабран је Марк Козелек .
Кроу је однео копију филма у Лондон на специјалну пројекцију са члановима Лед цепелина Џимијем Пејџом и Робертом Плантом . Након пројекције, Лед цепелин је Кроуу дао право да користи једну од њихових песама у саундтреку—први пут да су пристали на ово откако су Кроуу дозволили да користи „Кашмир“ — и такође му дали права да четири њихове друге песме у самом филму, иако му нису дали права на " Stairway to Heaven " за предвиђену сцену (на специјалном ДВД-у "пиратска" издања, сцена је укључена као додатак, без песме, где гледалац добија упутство воденим жигом да почне да га пушта).
У својим мемоарима из 2012. године Мој крст за медведа, Грег Олман пише да је неколико аспеката филма засновано на Кроуовом времену проведеном са Алман Бротерс бендом. Сцена у којој Расел скаче са врха куће за забаву Топека у базен заснована је на нечему што је Двејн Олман урадио: „скакање са крова у базен, то је био Дуане—са трећег спрата места званог Травелоџ у Сан Франциско. Мој брат је желео да то уради поново, али је мачка која је била власник тог места изашла и тресла песницом, вичући на њега. Стално смо причали ту причу и не сумњам да је Камерон био ту за њу“. Такође потврђује да су он и Дики Бетс изиграли шалу са Кроуом тврдећи да клаузуле у њиховом уговору не дозвољавају објављивање његове приче — непосредно пре него што је требало да је достави Ролинг Стоуну .
Квар авиона „близу Тупела, Мисисипи“ који се догодио у филму је танко прикривена референца на пад авиона Линирд Скинирд 20. октобра 1977. године .
Снимање филма трајало је 92 дана.

## Пријем

### Благајна
Корак до славе је имао своју премијеру на Међународном филмском фестивалу у Торонту 2000. године. Након тога је добио ограничено издање 15. септембра 2000. у 131 биоскопу где је зарадио 2,3 милиона долара првог викенда. Шире емитовање је добило 22. септембра 2000. у 1.193 биоскопа где је зарадио 6,9 милиона долара првог викенда. Филм је зарадио 31,7 милиона долара у Северној Америци и 14,8 милиона долара у остатку света за укупно 47,4 милиона долара у целом свету уз буџет од 60 милиона долара.

### Критички одговор
Корак до славе је добио широко признање критике. На Rotten Tomatoes-у има 89% рејтинга, на основу 175 рецензија, са просечном оценом 7,90/10. Критички консензус сајта гласи: Корак до славе са својим сјајним ансамбл наступима и причом, је добро осмишљен, срдачан филм који вас успешно увлачи у своју еру. На Метакритик-у има оцену 90 од 100, на основу 38 рецензија, што указује на „универзално признање“. Публика је дала филму просечну оцену „А−“.
Филмски критичар Роџер Иберт дао је филму четири од четири звездице, прогласивши га најбољим филмом 2000. године и описао га као „смешан и дирљив на много различитих начина“. У својој рецензији за Њујорк тајмс, АО Скот је написао: „Право задовољство филма се не налази у његовој причи, већ у обиљу смешних, необичних сцена. То је врста слике која вас позива да се вратите и уживате у омиљеним тренуцима као што су одабрани резови албума.“  Ричард Корлис из Тиме је похвалио сценарио филма зато што је „сваком лику дао своје разлоге, чинећи свакога у емотивној дебати шармантним и убедљивим, стварајући измишљене људе који удишу причу са органским животом“. У својој рецензији за ЛА Викли, Манохла Даргис је написала да „филм блиста неодољивим задовољствима која дефинишу Холивуд у свом најбољем издању — углачан је као стакло, смешан, свестан и светао, и испуњен ликовима чији су животи увек секси и сврсисходнији него наше“. У својој рецензији за Њузвик, Дејвид Ансен је написао: „Вођен карактером, ослања се на хемију, другарство, оштро око за детаље и добру глумачку улогу“. Ова моћна балада из филма из 2000. такође је Кроуов највећи (и најличнији) филм захваљујући златним боговима Стилвотера и њиховом највећем обожаваоцу, неупоредивој Пени Лејн, Кејт Хадсон.“ 
Овен Глеиберман је похвалио Кроуа што је приказао 1970-те као „еру која је нашла своју сврху у томе да нема сврхе. Кроу, остајући близу својих сећања, добио га је, можда први пут, на екрану.“  У својој рецензији за Лос Анђелес Тајмс, Кенет Туран похвалио је Филипа Симора Хофмана за глуму Лестера Бенга: „Сјајно глуми Филип Симор Хофман, све више и више најдаровитији и најнадахнутији глумац који ради на филму, што би могао бити клишејски портрет старији ментор који говори праву истину процвета у дивну личност."  Из било ког разлога, превише тамне стране је изостављено.“  Десон Хау, у својој рецензији за Вашингтон пост, сматра да је „веома тешко видети ову дугокосу децу као производе 1970-их уместо дотераних глумаца из ере Сијетла и Старбакса . Нисам могао а да се не запитам колико је ових извођача морало да купи ЦД копију песме и да је први пут проучи.“ 

## Признања
Филм је био номинован за Оскара у категоријама за споредну глумицу, монтажу и добио је Оскара за најбољи сценарио.

## Сценска музичка адаптација
Године 2018, Кроу је рекао да ради на сценској музичкој адаптацији филма, у којој ће писати сценски либрето и писати музичке бројеве са Томом Китом. Премијерно је приказан у Сан Дијегу 2019. године. У јуну 2022. године, мјузикл је најавио да ће се пребацити на Бродвеј, са прегледима који почињу 13. септембра, а премијера је заказана за 11. октобар 2022.